# Pippa Bennett-Warner
Philippa Bennett-Warner (Banbury, 1988) es una actriz de cine, teatro y televisión británica.

## Carrera
Bennett-Warner se crio en Buckinghamshire y recibió educación en la escuela St Edward en Oxford. Comenzó su carrera como actriz en la producción londinense de Julie Taymor de 1999 de The Lion King, como una de las jóvenes Nalas. En 2006 consiguió un lugar en la Real Academia de Artes Dramáticas y también el papel de Emmie Thibodeaux en el musical Caroline, or Change. Protagonizó el estreno en el Reino Unido de Victory de Athol Fugard para la compañía de teatro Peter Hall.
Sus créditos en cine incluyen películas como Patient Zero y Wakefield de 2016 y The Foreigner de 2017, junto al reputado actor chino Jackie Chan. En televisión ha realizado participaciones en series como Doctor Who, Crimen en el paraíso y Law & Order: UK.

## Filmografía

### Cine
| Año  | Título                            | Rol            | Notas |
| ---- | --------------------------------- | -------------- | ----- |
| 2012 | Rage                              | Julia          |       |
| 2014 | Off the Page: Devil in the Detail | Tamsin         |       |
| 2016 | Patient Zero                      | Linda          |       |
| 2016 | Wakefield                         | Emily          |       |
| 2017 | The Foreigner                     | Marissa Levitt |       |
| 2022 | See How They Run                  | Ann Saville    |       |
| 2024 | A Bit of Light                    | Bethan         |       |